# Liste des lieux patrimoniaux du comté de Cap-Breton
Cet article recense les lieux patrimoniaux du comté de Cap-Breton en Nouvelle-Écosse inscrit au répertoire des lieux patrimoniaux du Canada, qu'ils soient de niveau provincial, fédéral ou municipal.

## Liste
- Haut – A
- B
- C
- D
- E
- F
- G
- H
- I
- J
- K
- L
- M
- N
- O
- P
- Q
- R
- S
- T
- U
- V
- W
- X
- Y
- Z

| [ 1 ] | Lieu patrimonial                                  | Illustration             | Municipalité    | Adresse                       | Coordonnées      | No    | Constr. | Prot.                                | Rec. | Notes |
| ----- | ------------------------------------------------- | ------------------------ | --------------- | ----------------------------- | ---------------- | ----- | ------- | ------------------------------------ | ---- | ----- |
| M     | Union Presbyterian Church                         | Téléverser               | Albert Bridge   | 4220 Louisbourg Highway       | 46.0196 -60.0584 | 15983 | 1857    | Municipally Registered Property      | 2009 |       |
| M     | Lakeview House                                    | Téléverser               | Big Pond        | 7271 East Bay Highway         | 45.9101 -60.5354 | 5197  | 1882    | Municipally Registered Property      | 2001 |       |
| M     | Dominion Schoolhouse                              | Téléverser               | Dominion        | 6715 Seaside Drive            | 46.2133 -60.0338 | 9324  | 1888    | Municipally Registered Property      | 2008 |       |
| F     | Phare de Flint Island                             | Téléverser               | Flint Island    |                               | 46.179 -59.8144  | 16107 | 1963    | Recognized Federal Heritage Building | 2006 |       |
| F     | Phare de Gabarus                                  | Phare de Gabarus         | Gabarus         |                               | 45.5036 -60.8505 | 16106 | 1890    | ÉFP reconnu                          | 2007 |       |
| M     | Glace Bay Universal Negro Improvement Association | Téléverser               | Glace Bay       | 35 Jessome Street             | 46.2044 -59.9586 | 9179  | 1918    | Municipally Registered Property      | 2007 |       |
| F     | Marconi                                           | Téléverser               | Glace Bay       | Timmerman and Vivian Streets  | 46.211 -59.9526  | 11710 | 1902    | LHN                                  | 1939 |       |
| M     | Old Glace Bay Town Hall                           | Téléverser               | Glace Bay       | 14 McKeen Street              | 46.1974 -59.958  | 5191  | 1903    | Municipally Registered Property      | 2000 |       |
| M     | Old Grand Narrows Hotel B&B                       | Téléverser               | Grand Narrows   | 11 Derby Point Road           | 45.9552 -60.7932 | 5196  | 1887    | Municipally Registered Property      | 2005 |       |
| F     | Débarquement de Wolfe                             | Téléverser               | Kennington Cove |                               | 45.8783 -60.0586 | 13556 |         | Lieu historique national             | 1929 |       |
| F     | Batterie Royale                                   | Téléverser               | Louisbourg      |                               | 45.9093 -59.9801 | 13393 | 1732    | Lieu historique national             | 1952 |       |
| F     | Forteresse de Louisbourg                          | Forteresse de Louisbourg | Louisbourg      |                               | à géolocaliser   | 4212  | 1713    | Lieu historique national             | 1920 |       |
| P     | Louisbourg Navy League Building                   | Téléverser               | Louisbourg      | 7563 Main Street              | 45.9189 -59.9751 | 8041  | 1941    | Provincially Registered Property     | 1994 |       |
| F     | Musée et la maison du gardien                     | Téléverser               | Louisbourg      |                               | 45.89 -60.05     | 3158  | 1936    | Classified Federal Heritage Building | 1991 |       |
| F     | Phare de Louisbourg                               | Phare de Louisbourg      | Louisbourg      |                               | 45.9067 -59.9592 | 9654  | 1924    | ÉFP classé                           | 1992 |       |
| P     | Sydney and Louisburg Railway Station              | Téléverser               | Louisbourg      | 7330 Main Street              | 45.924 -59.9636  | 7813  | 1895    | Provincially Registered Property     | 1989 |       |
| F     | Station de radiotélégraphie Marconi               | Téléverser               | Marconi Towers  | Marconi Towers Road           | 46.1548 -59.9457 | 9370  | 1907    | Lieu historique national             | 1983 |       |
| M     | Fort Petrie                                       | Téléverser               | New Victoria    | 3479 New Waterford Highway    | 46.2482 -60.1559 | 9310  | 1940    | Municipally Registered Property      | 2007 |       |
| P     | Fort Petrie                                       | Téléverser               | New Victoria    | 3479 New Waterford Hwy        | 46.2496 -60.1541 | 2999  | 1940    | Provincially Registered Property     | 1999 |       |
| M     | Mitchell Island Union Church                      | Téléverser               | Point Edward    | 2645 Point Edward Highway     | 46.1647 -60.2728 | 9311  |         | Municipally Registered Property      | 2007 |       |
| M     | Port Morien Rectory Bed and Breakfast             | Téléverser               | Port Morien     | 2652 Morien Highway           | 46.1367 -59.8708 | 8965  | 1885    | Municipally Registered Property      | 2007 |       |
| M     | 49 Charlotte Street                               | Téléverser               | Sydney          | 49 Charlotte Street           | 46.1439 -60.1989 | 13462 |         | Municipally Registered Property      | 2006 |       |
| M     | 79 Charlotte Street                               | Téléverser               | Sydney          | 79 Charlotte Street           | 46.1433 -60.1982 | 5163  | 1787    | Municipally Registered Property      | 2006 |       |
| M     | Banque de Montréal                                | Banque de Montréal       | Sydney          | 175 Charlotte Street          | 46.1403 -60.1954 | 9325  | 1901    | Municipally Registered Property      | 2008 |       |
| P     | Cossit House                                      | Téléverser               | Sydney          | 75 Charlotte Street           | 46.1431 -60.1986 | 1453  | 1788    | Provincially Registered Property     | 1983 |       |
| F     | Édifice des Arts                                  | Téléverser               | Sydney          | 196 George Street             | 46.14 -60.19     | 2886  | 1956    | Recognized Federal Heritage Building | 2002 |       |
| F     | Édifice des Sciences                              | Téléverser               | Sydney          | 210 George Street             | 46.14 -60.19     | 2899  | 1966    | Recognized Federal Heritage Building | 2002 |       |
| M     | Jost House                                        | Téléverser               | Sydney          | 54 Charlotte Street           | 46.1436 -60.1988 | 5171  | 1786    | Municipally Registered Property      | 2006 |       |
| P     | Jost House                                        | Téléverser               | Sydney          | 54 Charlotte Street           | 46.1436 -60.1988 | 6528  |         | Provincially Registered Property     | 1995 |       |
| P     | Kennedy House                                     | Téléverser               | Sydney          | 89 Esplanade Street           | 46.1427 -60.1986 | 7964  |         | Provincially Registered Property     | 1996 |       |
| P     | Lyceum                                            | Téléverser               | Sydney          | 225 George Street             | 46.1423 -60.1937 | 7593  | 1904    | Provincially Registered Property     | 1983 |       |
| M     | Peters House                                      | Téléverser               | Sydney          | 16 Campbell Street            | 46.1449 -60.1991 | 5189  | 1871    | Municipally Registered Property      | 2006 |       |
| F     | Phare de Low Point                                | Phare de Low Point       | Sydney          |                               | 46.2669 -60.1267 | 13966 | 1938    | ÉFP reconnu                          | 2006 |       |
| M     | St. Andrew's United Church                        | Téléverser               | Sydney          | 40 Bentinck Street            | 46.1386 -60.1938 | 9326  | 1911    | Municipally Registered Property      | 2007 |       |
| P     | St. George's Church and Graveyard                 | Téléverser               | Sydney          | 119 Charlotte Street          | 46.1424 -60.1965 | 5378  |         | Provincially Registered Property     | 1984 |       |
| P     | St. Patrick's Church                              | Téléverser               | Sydney          | 87 Esplanade                  | 46.1428 -60.1987 | 3295  | 1830    | Provincially Registered Property     | 1983 |       |
| P     | CN Train Station                                  | Téléverser               | Sydney Mines    | 159 Legatto Street            | 46.2447 -60.2338 | 7811  |         | Provincially Registered Property     | 2004 |       |
| P     | Chapel Point Battery Site                         | Téléverser               | Sydney Mines    | Church Street and Amber Drive | 46.2443 -60.2113 | 6525  |         | Provincially Registered Property     | 1993 |       |
| P     | Old Sydney Mines Post Office                      | Téléverser               | Sydney Mines    | 2 Fraser Avenue               | 46.2419 -60.2317 | 6283  | 1904    | Provincially Registered Property     | 1983 |       |
| P     | Richard Brown House                               | Téléverser               | Sydney Mines    | 32 Brown Street               | 46.2353 -60.2236 | 2988  | 1829    | Provincially Registered Property     | 1985 |       |
| P     | Holy Ghost Ukranian Church                        | Téléverser               | Whitney Pier    | 49 West Street                | 46.1578 -60.181  | 6293  | 1913    | Provincially Registered Property     | 1984 |       |
| P     | St. Mary's Polish Church                          | Téléverser               | Whitney Pier    | 15 Wesley Street              | 46.1581 -60.1844 | 6285  | 1918    | Provincially Registered Property     | 1984 |       |
| P     | St. Philip's African Orthodox Church              | Téléverser               | Whitney Pier    | 34 Hankard Street             | 46.1531 -60.1799 | 6292  | 1915    | Provincially Registered Property     | 1984 |       |